# پرچم شراپ‌شر
پرچم شراپ‌شر در ۱۲ مارس ۲۰۱۴ پذیرفته شد.این پرچم دارای سه نشان سر شیر به رنگ طلایی است.